# فولفغانغ كيليان
فولفغانغ كيليان (بالألمانية: Wolfgang Kilian)‏ هو نقاش أطباق نحاسية ‏ وفنان ألماني، ولد في 10 مايو 1581 في آوغسبورغ في ألمانيا، وتوفي بنفس المكان في 18 فبراير 1663.